# Adjektiv
Adjektiv är en ordklass. Orden i denna ordklass anger egenskaper, som stor eller grön, eller tillstånd, som stängd eller öppen. Adjektiv talar om hur någonting annat (ofta ett substantiv) är eller uppfattas, till exempel "en fin bil". En vanlig minnesramsa (som även finns i många andra varianter) är: Adjektiven sedan lär, hurudana tingen är, till exempel sur och tvär. Själva ordet adjektiv kommer av latinets adjectivum (av adjicere, tillägga').

## Adjektiv i svenskan
Adjektiv är en ordklass som beskriver andra ord. Dessa av adjektiv beskrivna ord är i princip alltid substantiv; ytterst sällsynt kan adjektiv förekomma utan substantiv i bisatser. Det är även så att svenska adjektiv böjs i förhållande till substantiven. 
Som "en stor byggnad" men "ett stort hus" och även i plural, "de stora husen". 

### Adjektivenskomparering
Adjektivens beskrivande sker ofta även på ett jämförande sätt, s.k komparering.
Komparering innebär en form av graderad jämförelse av adjektivet som beskriver substantivet.  
I urindoeuropeiska komparerades adjektiven med ändelser, på svenska används ändelserna "-are" och "-ast".
Till exempel "fin, finare, finast" och "grön, grönare, grönast". 
I urgermansk tid fick några adjektiv böjningsformer med omljud, exempelvis "stor", "större", "störst". 
I vulgärlatin började de urindoeuropeiska böjningsmönstren glömmas bort och man satte istället ett måttsord framför adjektivet. I de romanska språken är det numera endast enstaka adjektiv som böjs med ändelser, exempelvis orden för "mer" och "mindre" som ju i sin tur kan komparerar andra adjektiv.
När svenska lånat in latinska adjektiv har man oftast böjt dem enligt vulgärlatinsk modell, d.v.s. med orden
mer och mest. Som i "irriterande, mer irriterande, mest irriterande" och "komplicerad, mer komplicerad, mest komplicerad". 
Detta görs också i engelskan, medan tyskan alltid böjer inlånade adjektiv med ändelser. 
Ett specialfall är när man låter bli att komparera och istället använder ett annat ord för att markera egenskapen. I analogi med tyska "alt-älter-ältesten" skulle man kunna tänka sig en svensk komparativ "ald-äldre-äldst". Att det inte blivit så kan bero på för stor likhet med ordet "allt", man har därför i stället använt participet "gammal" så mycket att svenskar numera ser "gammal-äldre-äldst" som ett paradigm.

### Användning
Adjektiven har i svenskan tre huvudfunktioner, där de båda vanligaste är bestämningar till substantiv, antingen som 1) attribut till huvudordet i nominalfras eller som 2) predikativ till nominalfras. I dessa båda funktioner kongruensböjs adjektiven, i första fallet efter huvudordet i obestämda nominalfraser, i det andra fallet efter hela nominalfrasen. Adjektiven kan också med neutrumsuffixet -t användas som 3) adverbial, det vill säga som bestämning till verb. I vissa grammatikor klassificeras då adjektivet som ett adverb.
| Funktion      | Exempel                   | Kommentar                                                     |
| ------------- | ------------------------- | ------------------------------------------------------------- |
| 1. Attribut   | En gammal byggnad         | Attribut i obestämd nominalfras                               |
| 1. Attribut   | Ett gammalt slott         | Adjektivet kongruensböjs efter nominalfrasens huvudord, slott |
| 2. Predikativ | Byggnaden var gammal      | Predikativ till nominalfras                                   |
| 2. Predikativ | Byggnaderna var gamla     | Adjektivet kongruensböjs efter hela nominalfrasen             |
| 3. Adverbial  | Byggnaden luktade gammalt | Adjektiv med suffixet -t kan användas som adverbial           |

Dessutom kan adjektiv användas i en fjärde och mer sällan förekommande funktion, som huvudord i nominalfras som saknar substantiviskt huvudord: De gamla stannade hemma.

### Avgränsning
Det är inte helt oproblematiskt att avgränsa adjektiven mot andra ordklasser, särskilt inte adjektivistiska pronomen och adverb. Adjektiven är bestämningar till huvudord eller hela nominalfraser, och ett särskiljande drag hos adjektiven är att de kongruensböjs efter sitt huvudord (vilket inte gäller adverben):
- En grön båt
- Ett grönt hus

Med suffixet -t kan adjektiv också användas som adverb, det vill säga som bestämning till ett verb. I vissa grammatikor klassificeras ordet då som adverb, men enligt Svenska Akademiens grammatik (1999) är det fortfarande ett adjektiv. Om adjektiv används som adverb kongruensböjs de inte efter nominalfrasens huvudord:
- Trafikljuset visade grönt
- Lampan blinkade grönt

### Ordbildning
Adjektiv är en "öppen ordklass", vilket betyder att nya adjektiv ständigt tillkommer i språket. Nya adjektiv bildas främst genom sammansättningar och avledningar (se nedan), men också genom inlån från andra språk och slang. Två exempel på adjektiv som hamnat på Språkrådets nyordlistor under 2000-talet är "kreddig" (ansedd) och "promotiv" (främjande).

#### Sammansättning
Adjektiv kan bildas genom sammansättning av substantiv och ett adjektiv:
- kol-svart
- sten-säker
- råd-vill

Adjektiv kan också bildas genom sammansättning av två adjektiv:
- dum-dryg
- röd-gul
- söt-sur

Även sammansättningar med pronomen, adverb och prepositioner förekommer:
- jag-svag
- hemma-kär
- genom-sur

#### Avledningar
Adjektiv kan bildas genom avledning med ett prefix eller suffix. Bildningar med prefix är ofta negationer av andra adjektiv:
- o-lämplig
- in-konsekvent
- a-moralisk

Svenskan innehåller ett stort antal suffix som används för att bilda adjektiv av substantiv, till exempel -ig, -isk och -ad:
- rost-ig
- moln-ig
- marxist-isk
- håg-ad

Adjektiv kan även bildas av verb, till exempel med suffixen -bar, -sam och -sk:
- skönj-bar
- akt-sam
- glöm-sk

Adjektivorden kan även användas som utgångspunkt vid bildning av adverb, vanligen med avledningsändelser som -en, -ligen eller -vis.

### Böjning
Adjektiv har två typer av böjning, kongruensböjning och komparationsböjning:
- En grön strumpa
- Ett grönt strumpeband (kongruensböjning)
- Ett grönare samhälle (komparationsböjning)

Däremot är vissa adjektiv helt oböjliga, bland annat alla adjektiv som slutar på obetonad vokal:
- En lila strumpa
- Ett lila strumpeband
- Ett mer lila samhälle

#### Kongruensböjning
Kongruensböjning innebär i modern svenska att ett adjektiv som är attribut till ett huvudord böjs för att "passa ihop", eller vara kongruent med sitt huvudord. På svenska böjs adjektiv efter huvudordets genus, numerus, species och sexus.
Genus
- En fin bil (singular, utrum)
- Ett fint tåg (singular, neutrum)

Ett mindre antal adjektiv saknar etablerad neutrumform och används normalt inte i konstruktioner där adjektivet annars ska kongruensböjas. Dessa ord saknar helt neutrumform, t.ex. flat, rädd, såt, eller har en neutrumform som språkbrukare tenderar att automatiskt undvika, t.ex. pryd, snöd och vred.
Denna grupp kallas "defekta adjektiv" och består av ett trettiotal ord som slutar på -d, -t eller -dd. Adjektiven används med något undantag uteslutande om levande varelser. Problemet finns inte hos ord som slutar på -d och som normalt används om döda ting, dvs neutrum, där är det accepterat att -d  skall ersättas med -tt, till exempel obebott (av obebodd) och sprött (av spröd).
Numerus
- Flera fina bilar (plural, utrum)
- Flera fina tåg (plural, neutrum)

Species
Böjningen påverkas också av huvudordets species (bestämdhet). I bestämd form används samma böjningsform oberoende av genus och numerus:
- Den fina bilen (singular, utrum)
- Det fina huset (singular, neutrum)
- De fina husen (plural, neutrum)

Normalt används samma form som den obestämda pluralformen. Bestämdhetsformerna kallas även svaga former. Förutom i nominalfraser där huvudordet har bestämd form används de även i fraser med genitivattribut och i tilltalsfraser, och efter "den", "det" och "de" använda som determinativa pronomen, och efter former av denna:
- Eriks fina bil
- Kära vän!
- Ge mig den stora boll(en) som ligger till vänster om dig!
- Denna vackra dag(en) måste man bara gå ut.

(I de två senare fallen använder vissa språkbrukare bestämd form även för huvudordet.)
Detta återspeglar att skillnaden mellan "stark" och "svag" böjning historiskt sett inte direkt hade med species att göra, utan sammanhängde med om attributet förekom tillsammans med böjda pronomen eller inte.
Sexus
Om huvudordet betecknar en person av manligt kön, kan i singular -e användas i stället för -a vid bestämd form:
- Den unge prinsen

Detta är en rest av det äldre genussystemet och är inte längre obligatoriskt, men är fortfarande vanligt i framför allt substantiverad användning:
- Den döde var min vän
- Den döda var min vän

#### Komparationsböjning
Med hjälp av komparation, stegring, kan man uttrycka en ökande intensitet av den egenskap som adjektivet beskriver. Vissa adjektiv kompareras normalt inte, till exempel inte gravid, död och svensk. En del svenska adjektiv, särskilt längre sådana, kompareras med tillägget mer för komparativ och mest för superlativ. Även adverb kan kompareras (men kongruensböjs däremot inte). 
Adjektivens böjning vid komparering beror på vilken deklination som adjektivet tillhör. De flesta svenska adjektiv tillhör första deklinationen, vilket betyder att de får ändelserna -are och -ast i komparativ respektive superlativ.
- fin (positiv) / spännande
- finare (komparativ) / mer spännande
- finast (superlativ) / mest spännande

Den första deklinationen är produktiv, vilket betyder att nybildade och inlånade adjektiv hamnar i denna deklination (ex. cool, coolare eller fjollig, fjolligare).
Adjektiv i andra deklinationen får ändelserna -re och -st vid komparering. Det rör sig om ord som funnits länge i svenska, och som ofta får omljud i komparativ och superlativ:
- stor
- större
- störst

Fem adjektiv har inga komparativ- och superlativformer (eller ingen positivform, beroende på hur man ser på saken):
- gammal, äldre, äldst
- bra/god, bättre, bäst
- dålig, sämre, sämst
- dålig/ond/illa, värre, värst
- liten, mindre, minst

I komparativ finns ingen morfologisk skillnad mellan obestämd och bestämd form. Superlativ har däremot, i likhet med positiv, bestämdhetsböjning. Suffixet är -e när superlativändelsen är -ast (ful-ast-e) och -a när den bara är -st (tyng-st-a). Liksom i positiv kan detta -a i superlativ bytas ut mot maskulin-e i singular om huvudordet semantiskt maskulint.